# 東戈賈姆地區
東戈賈姆地區（Misraq Gojjam Zone）是埃塞俄比亞阿姆哈拉州的10個地區之一，面積14,103.62平方公里，南面是奧羅米亞州，西臨西戈賈姆地區，北面與南貢德爾地區接壤，東面是南沃洛地區。根據埃塞俄比亞中央統計局2005年的資料，東戈賈姆人口約2,346,068，其中男性1,160,735人，女性1,185,333人，10.7%居民住在市區，人口密度為每平方公里166.35人。